# Jorge Sampaio de Marsillac Motta
Jorge Sampaio de Marsillac Motta CavMM (Dom Pedrito, 30 de abril de 1911 – 1 de outubro de 2001) foi um médico brasileiro, junto com Mário Kröeff foi um dos pioneiros no combate contra o câncer no país.

## Biografia
Nascido no estado do Rio Grande do Sul, Jorge Marsillac era filho do casal Amâncio de Marsillac Motta e Thereza Sampaio de Marsillac. Já no Rio de Janeiro se formaria em Medicina, em 1933, na Faculdade Nacional de Medicina.
Em 1938, no Rio de Janeiro, ele foi um dos membros fundadores do atualmente chamado Instituto Nacional do Câncer (INCA), do qual seria o seu diretor em 1967; em 1969 se afastou da direção por não concordar com as tentativas de privatização do Instituto feitas pelo então Ministro da Saúde Leonel Miranda, posteriormente as propostas de privatização não seriam concretizadas devido ao protesto de seus médicos e funcionários.
Em João Pessoa, na Paraíba,  também seria um dos fundadores da Fundação Napoleão Laureano, hospital filantrópico de referência no tratamento do câncer e doenças do sangue.
Entre 1967-1968 foi presidente da Sociedade de Medicina e Cirurgia do Rio de Janeiro. Já pela Associação Brasileira de Assistência aos Cancerosos seria seu presidente de 8 de maio de 1975 a 17 de novembro 1990. Foi presidente da Sociedade Brasileira de Mastologia em dois períodos: 1962-1963 e 1974-1975.
Por seus trabalhos recebeu inúmeras homenagens e reconhecimento.  Era Membro Honorário da Academia Brasileira de Farmácia Militar. Foi escolhido Médico do Ano, em 1988, pela Sociedade de Medicina e Cirurgia do Rio de Janeiro. Foi eleito membro da Academia Nacional de Medicina em 1968, da qual foi presidente de 1989 a 1991. No Hospital Mário Kroeff foi erguido um busto em sua homenagem. E em 8 de abril 1992 recebeu o Título Benemérito do Estado do Rio de Janeiro, concedido pela Assembleia Legislativa do Estado do Rio de Janeiro. Em 1993, Motta foi admitido pelo presidente Itamar Franco à Ordem do Mérito Militar no grau de Cavaleiro especial.